# 幸運物

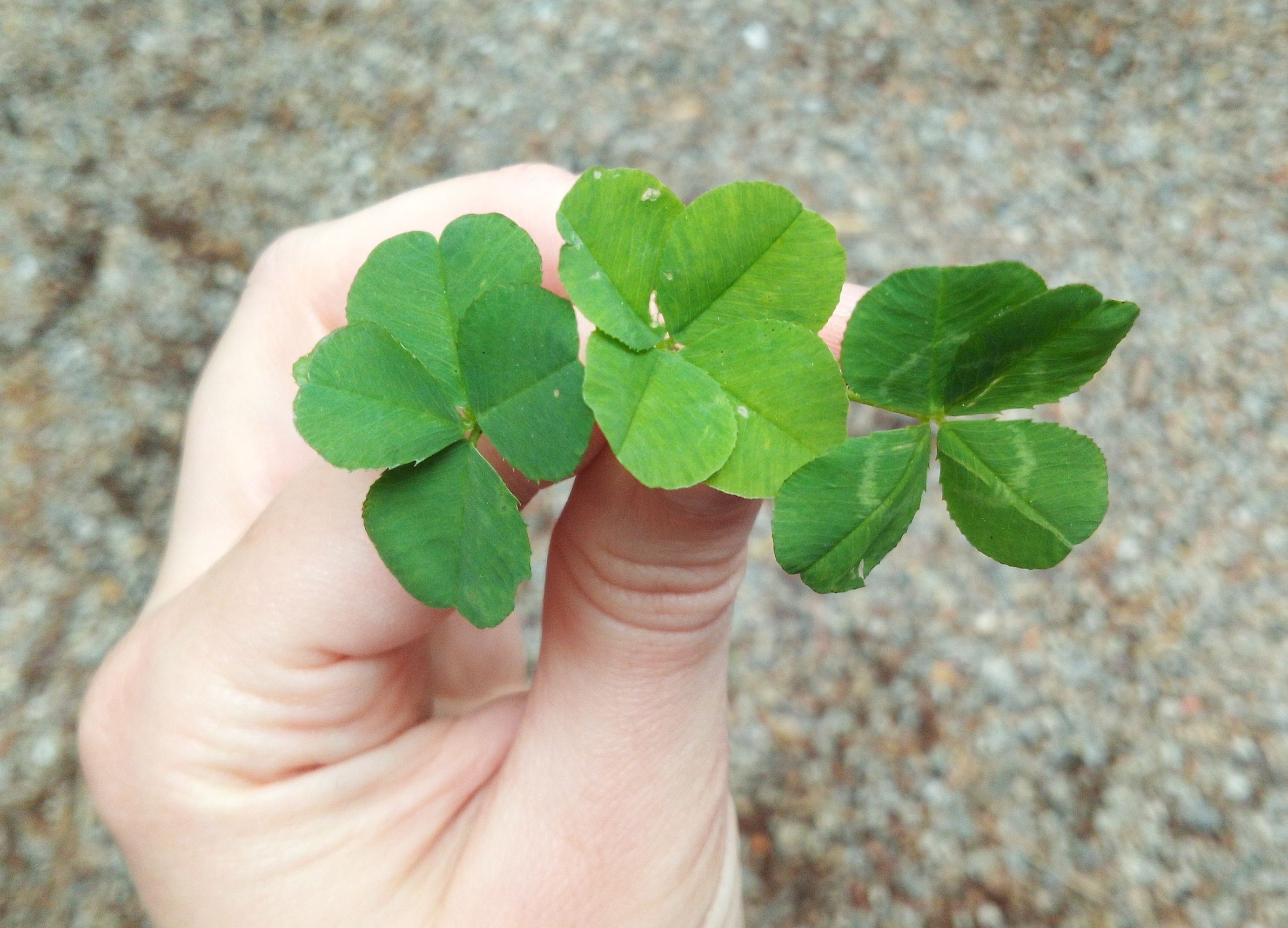
幸運草

幸運物是被認為可以帶來好運的物品，包括自然物或人造物，如圓果杜英的種子（Rudraksha）、天珠、叉骨等。這類物品廣泛存在於世界各地的文化中。在漢文化中，可以避免厄運的物品則稱為厭勝物，但兩者的分界線不明顯。例如漢文化中原為僻邪的「厭勝錢」後來多了帶來好運的意味，稱為「花錢」。

## 由來
幸運物如何得到幸運的連結，有些源於該物品稀缺性，能得到它確實不容易（運氣好），例如幸運草或馬蹄鐵（鐵曾是稀有資源）。另一由來則源自 制度化宗教，例如道教及華人民間信仰的護身符、上座部佛教的佛牌、神道教的御守等等。
一些據信有法力或宗教神聖地位的人或動物，其遺體或接觸過的物品，也被神為幸運物，例如聖髑、舍利子。傳說生物或宗教人物的化身、圖案和雕塑也常有類似功能，例如幸运兔脚（西方文化相信女巫會化身為兔子）、金蟾、貔貅、日本佛教的達摩玩偶、石獅子等。
還有一些幸運物之所以成為幸運物，是由於其發音、形狀或其他特性有正面聯想，例如漢文化中魚（餘）、蝙蝠（福）、桔（吉）、糕（高）、乖乖、水餃（元寶形）、日本文化的金色便便、歐洲文化的冬青（棘刺和紅色果實聯想到耶穌受難）等。

## 使用

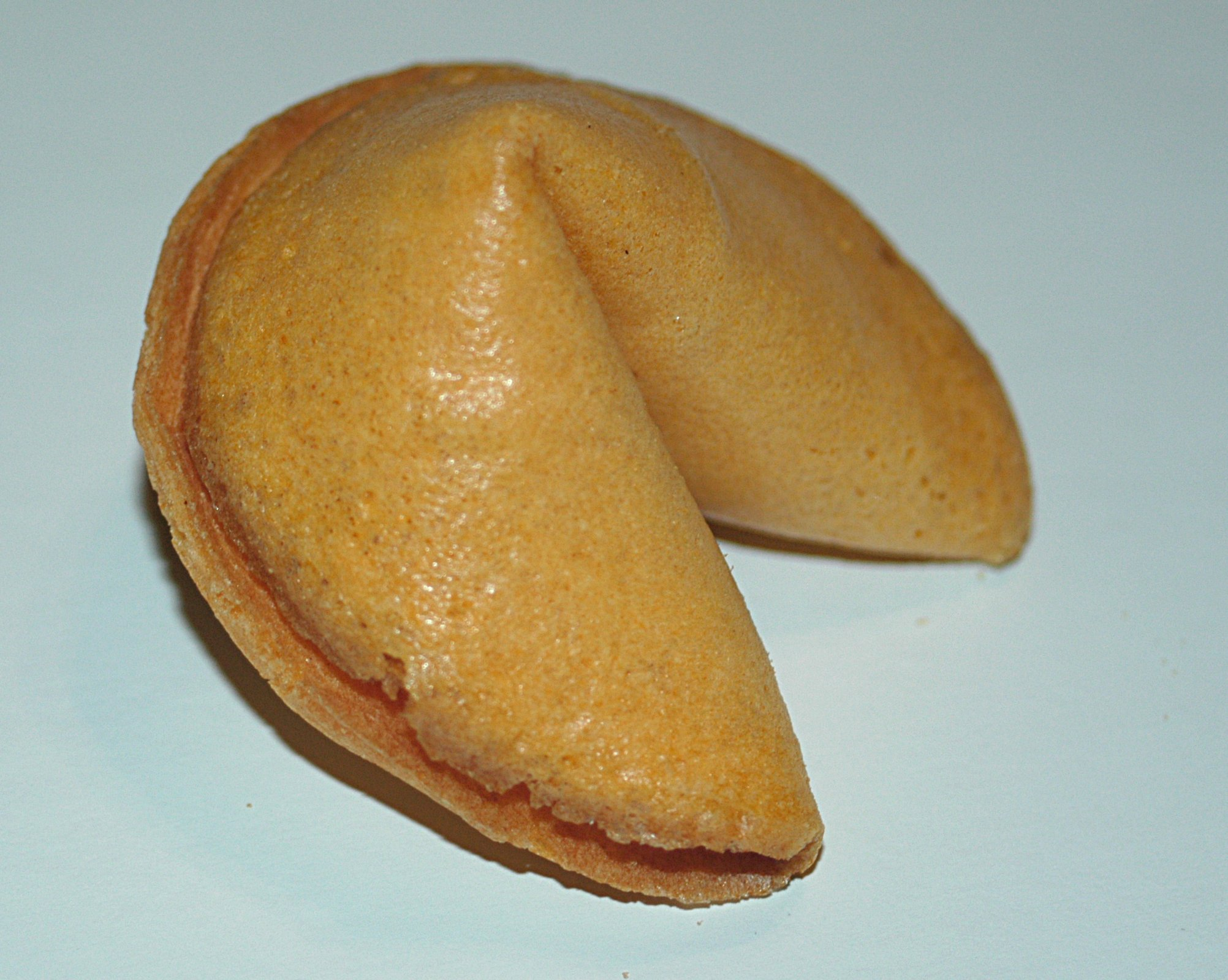
幸運餅乾

一般而言，體積較小且不具稀缺性的幸運物都是由個人隨身佩戴，以期能給人帶來幸運，若是食物常是直接吃下（例如幸運餅乾）。但也有一些物品傳統上放在固定的地方，例如招財貓放在營業場所、穀倉星放在穀倉上、捕夢網放在床邊。若是稀有的物品如聖髑、舍利子，多放在寺院教堂等宗教場所供人參拜。

## 原理和效果
目前並無科學研究顯示幸運物能帶來超自然功效，部份商業販售的產品宣稱其具有特殊能量、磁場云云，然而幸運物對使用者產生的影響和安慰劑效應無異，超自然的解讀並不符合目前已知的科學。心理學研究則顯示包含幸運物在內的迷信行為可以提高自信心，進而改善運動員的表現。

## 影響
幸運物就如其他類型的稀缺資源，其需求可能引發濫採，例如印度一些地方認為巨蜥的雄性生殖器可以帶來好運，造成過度獵捕。白化症的人在東非一些地區被認為有特殊魔力，造成白化症的人們被謀殺或墓地被盜，供儀式使用。

## 其他幸運物
- 中國結
- 幸運錢幣
- 槲寄生